# 과학기술시설관리단
재단법인 과학기술시설관리단(科學技術施設管理團, Science&Technology Facility Management Agency)은 과학기술정보통신부 산하 정부출연연구기관 용역근로자의 고용안정 및 처우개선, 연구기관 내 시설·환경의 안정적이고 효율적인 관리를 도모하기 위해 2019년 11월 설립된 비영리 재단법인으로 공공기관은 아니며 공직유관단체이다. 소재지는 대전광역시 서구 한밭대로 809 사학연금회관 13층에 위치하고 있다.
주요 업무
- 연구원 시설(구조물, 건축·기계, 전기설비) 운용 및 유지관리 사업
- 연구원 건물내외 위생관리 및 비품, 집기 관리 사업
- 직원 식사제공을 위한 식당운영 및 식단관리 업무

## 주요기능 및 역할
- 과학기술정보통신부 산하 국가과학기술연구회에 소속된 25개 출연연구기관 중 19개 기관의 정부 출연연구기관의 연구개발 및 성과 확산을 위한 연구시설 등을 최적의상태로 유지하여 연구자의 연구 몰입도를 제고해 과학기술 분야 학술 진흥과 국가 경쟁력 제고에 기여하고, 시설관리, 미화, 조리업무 등을 수행하는 근로자의 고용안정에 이바지함으로써 사회 일반의 이익에 공여
- 1. 협력강화   - 대외 유관기관 업무협력 강화(과기부, 연구회, 출연연구기관 등) - 소통과 화합을 통한 노사관계 구축
- 2. 공공성강화 - 윤리, 청렴 경영문화 정착, 중점비리행위 척결

## 연혁
- 2019.08 용역근로자의 정규직 전환을 위한 공동출연법인 설립(안) 국가과학기술연구회(NST) 이사회 의결
- 2019.08. 국가과학기술연구회 공동출연법인 설립(안) 의결
- 2019.10 비영리법인 설립허가(과학기술정보통신부)
- 2020.01 (재)과학기술시설관리단 출범
- 2020.01~12 시설,미화,조리직군 835명 정규직 전환
- 2021.01~12 시설,미화,조리직군 74명 정규직 전환
- 2022.01~12 시설,미화,조리직군 96명 정규직 전환
- 2022.03. 제대군인 취업지원 업무 협약
- 2023.03. 제2대 이종민 관리본부장 선임
- 2023.03. 안전보건경영시스템(ISO45001) 인증
- 2023.04. 12차 전환인력 전환완료(1명)